# حديبة تحت الحقية
الحديبة تحت الحقة (بالإنجليزية: Infraglenoid tubercle)‏ هي جزء من عظم لوح الكتف ، و تنشأ منها العضلة ثلاثية الرؤوس العضدية . الحديبة تحت الحقة تقع على الجزء الجانبي (الوحشي) من لوح الكتف، أسفل من الجوف الحقاني ، و يشير اسم «الحديبة تحت الحقة» لموقعها تحت الجوف الحقاني.

## وصلات خارجية
- المنطقة الإبطية : لوح الكتف (يسار) ، صور تشريحية:05:os-0215 في مركز داونستيت الطبي التابع لجامعة نيويورك.
- درسٌ تشريحي حول radiographsul مُعدٌ بواسطة ويسلي نورمان (جامعة جورجتاون). -xrayleftshoulder

## صور اضافية

عظم الكتف الأيسر. الحديبة تحت الحقية تظهر باللون الأحمر.
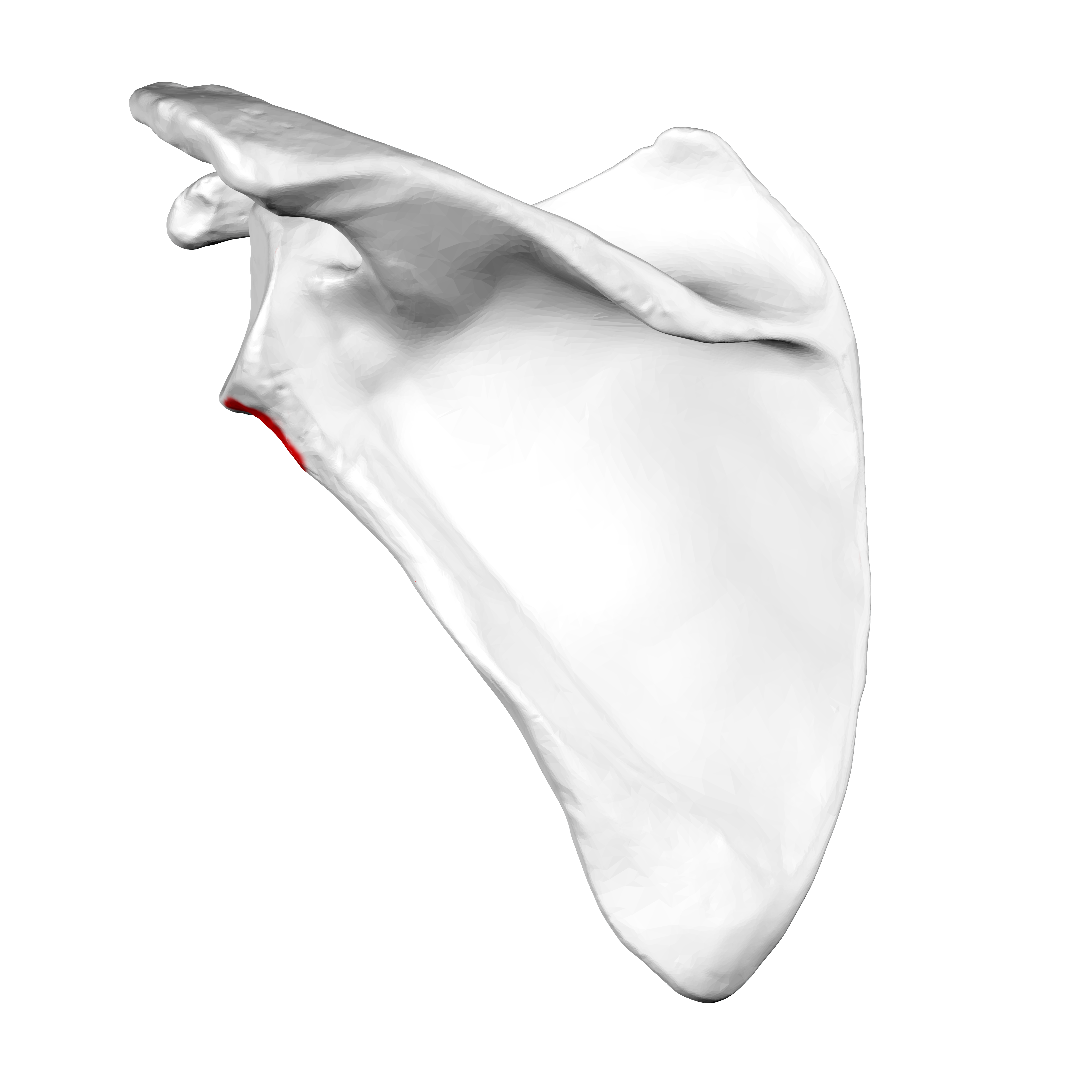
صورة خلفية لعظم الكتف الأيسر. الحديبة تحت الحقية تظهر باللون الأحمر.
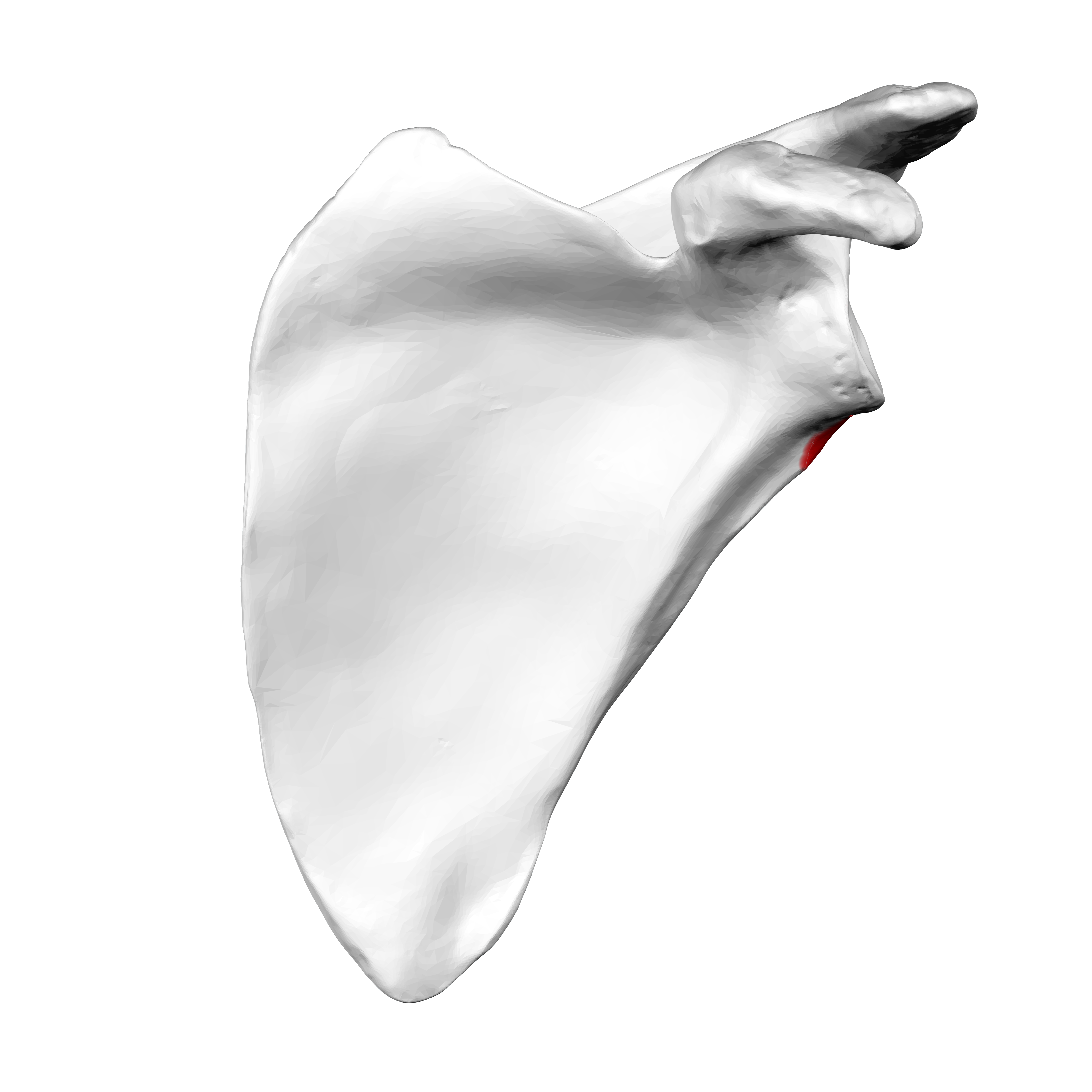
صورة أمامية لعظم الكتف الأيسر. الحديبة تحت الحقية تظهر باللون الأحمر.
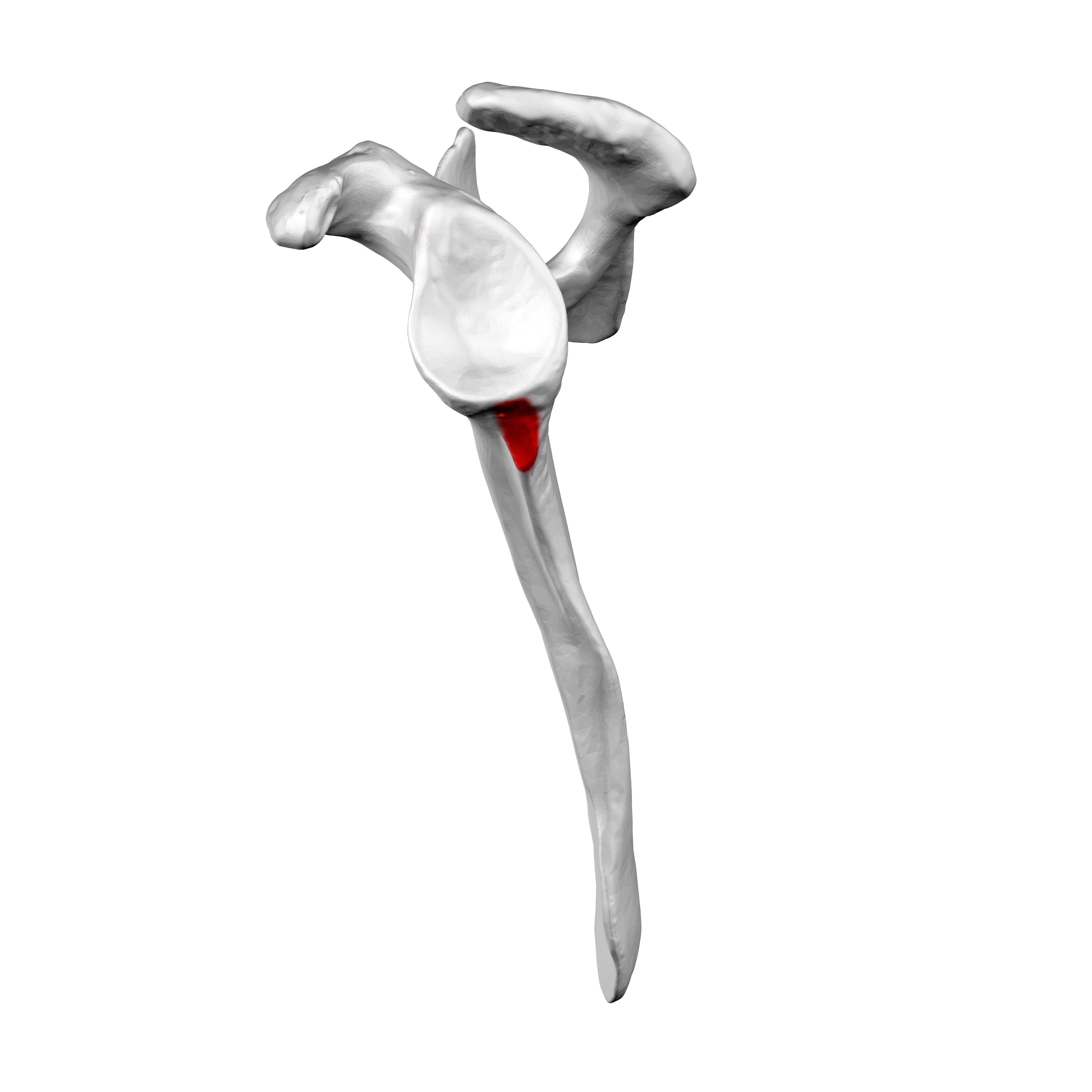
عرض جانبي (وحشي) لعظم الكتف الأيسر. الحديبة تحت الحقية تظهر باللون الأحمر.
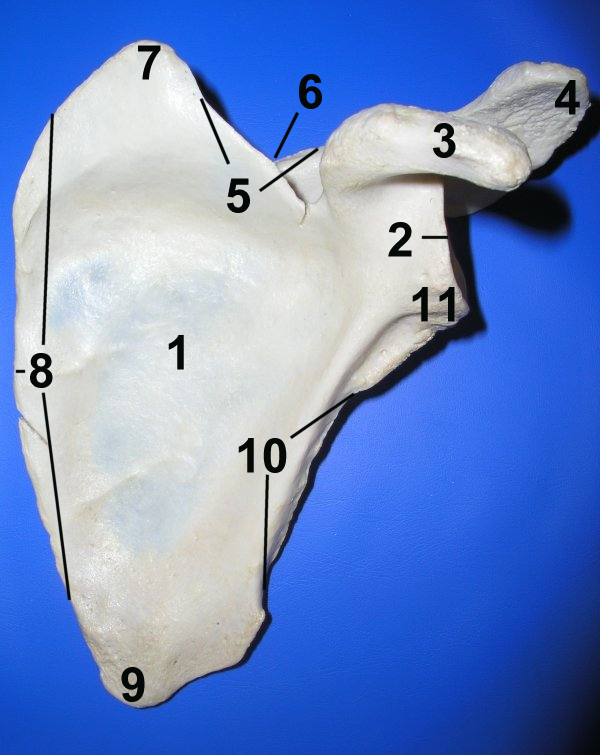
صورة أمامية لعظم الكتف الأيسر. الحديبة تحت الحقية رقم "11" في الصورة.
الحديبة تحت الحقية تظهر باللون الأحمر.
الحديبة تحت الحقية تظهر باللون الأحمر.
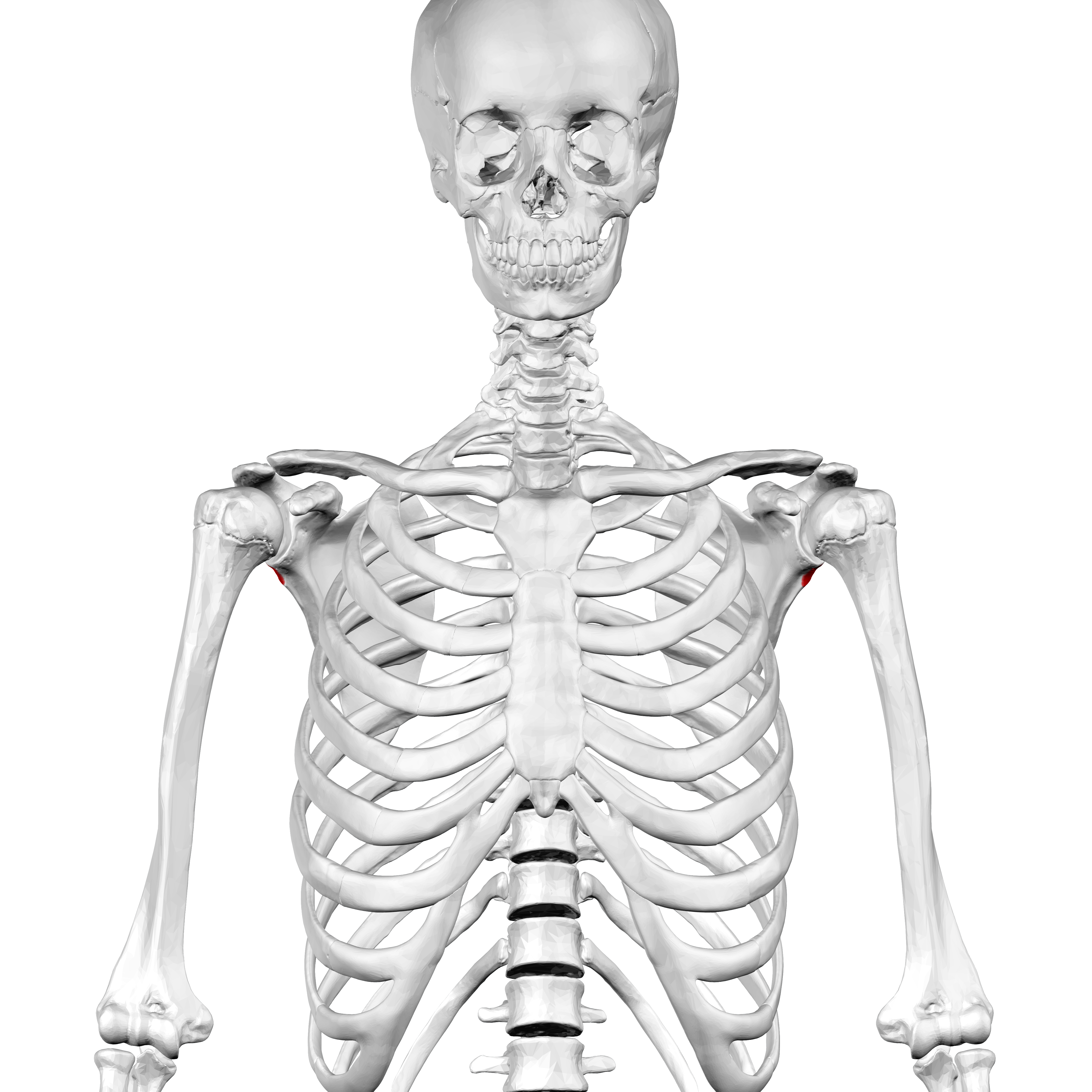
صورة أمامية. الحديبة تحت الحقية تظهر باللون الأحمر.
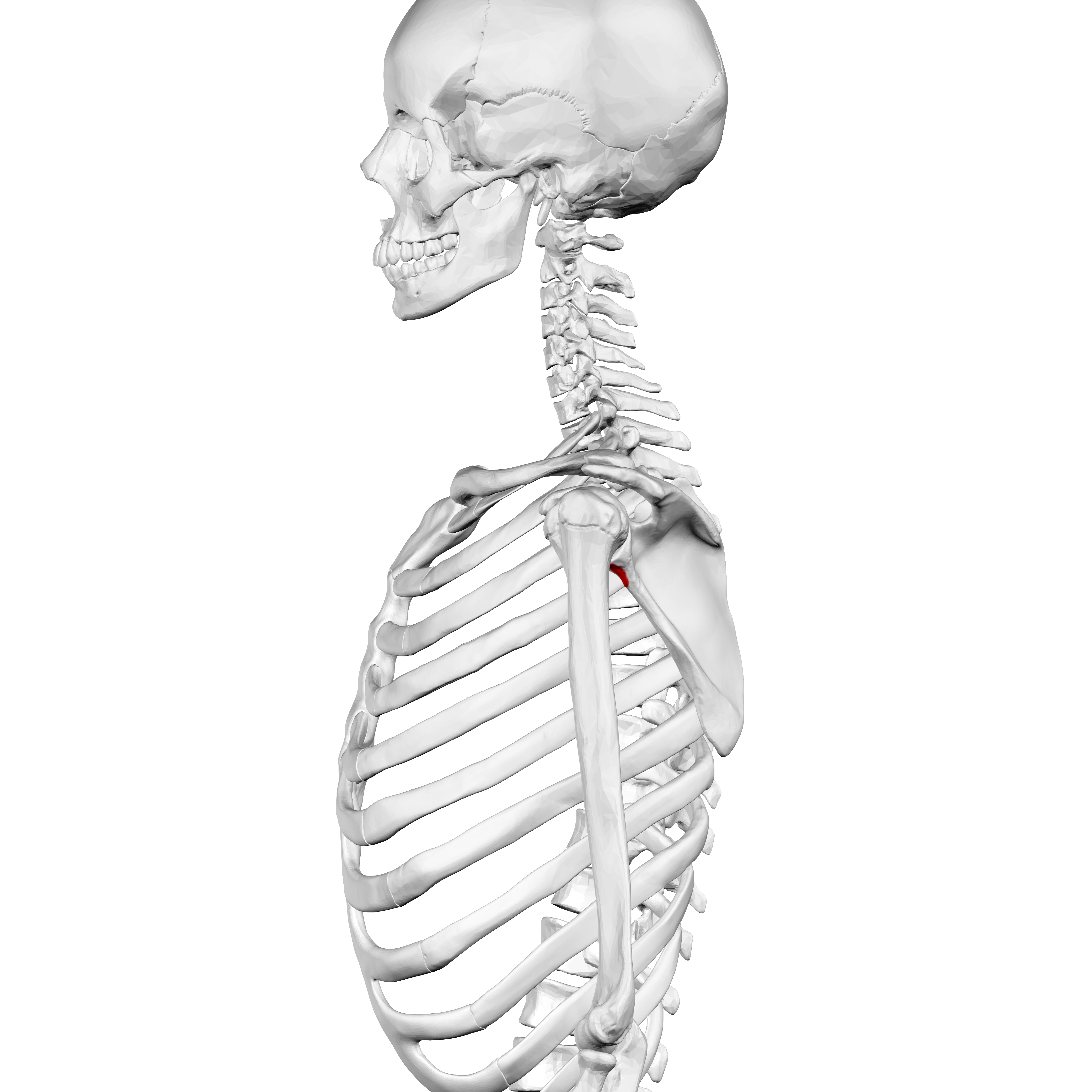
صورة جانبية. الحديبة تحت الحقية تظهر باللون الأحمر.